# グラシ
グラシ（英語: Glacis、フランス語: Glacis、セーシェル・クレオール語: Glasi）は、セーシェルの地区のひとつ。

## 隣接行政区画
- アンス・エトワール
- ボー・ヴァロン